# Retaule de Sant Miquel de Cruïlles
El Retaule de Sant Miquel de Cruïlles és una obra gòtica del pintor Lluís Borrassà creada el 1416. Procedent de l'església parroquial de Sant Miquel de Cruïlles, constitueix una de les peces més remarcables del gòtic català. Actualment s'exposa al Saló del Tron del Museu d'Art de Girona junt amb altres peces retaulístiques destacables de l'època com el Retaule de Sant Pere de Púbol de Bernat Martorell. El 12 de novembre de 1416 es va signar el contracte entre Sanxa, vídua de Jaspert de Campllong, i Lluís Borrassà, per l'execució d'aquest retaule.

## Autor
Lluís Borrassà provenia del poble empordanès del mateix nom (nascut al voltant de l'any 1360), i va tenir una vida professional d'uns quaranta anys (1383-1424). Pertany a la primera generació de pintors del gòtic internacional. Es formà en un taller de Girona, lluny de la influència de les grans figures del món artístic cortesà, però es creà una forta personalitat que aconseguí imposar-se ràpidament a Barcelona abans de complir els 20 anys. Fou l'indiscutible herald del gòtic internacional, definint l'estil gòtic català del primer quart del segle xv.
La primera dada coneguda d'ell és la que l'esmenta com a "pintor de Girona" i el situa com a restaurador d'uns vitralls de la catedral, l'any 1380. S'han identificat més de trenta treballs seus escampats arreu de Catalunya. Tenim coneixement que va signar 51 contractes de retaules. Cap a l'any 1381 es va establir a Barcelona, on residí fins a la seva mort. Tot i viure al barri barceloní de Santa Maria del Mar, Borrassà no va perdre mai la ciutadania de Girona, que apareix indistintament amb la de Barcelona en els treballs encarregats.
Abandonant en part la tradició de l'estil italo-gòtic, va introduir a Catalunya l'estil anomenat internacional. Va ser el cap del més gran taller de pintura de la Barcelona del seu temps, i el mestre de molts pintors formats en el seu obrador.

## Anàlisi tècnica
Retaule complet que mesura 556 × 330 cm. Consta de sis taules, de les quals dues són el bancal o predel·la, dues laterals, una central, i una superior coronant el conjunt. Les dues taules de la predel·la estan separades per un notable sagrari daurat. La fusta que es va utilitzar per al suport és fusta d'àlber (Populus alba) -fusta que usaven habitualment els pintors del segle xv catalans-, la capa de preparació és de guix (sulfat de calci dihidratat) aglutinat amb cola d'animal, i la tècnica pictòrica és un tremp d'ou i dauradura. Pel que fa a l'endrapat, la tela és de lli. El dibuix preliminar està fet amb incisió sobre la capa de preparació, i les tècniques utilitzades en la dauradura són cisellada, estofat, ors brunyits, colradura de plata i or partit o argent a la zona del camper. Motllures: fusta daurada, s'observa l'ús del compàs en la realització dels nimbes i s'intuïa el dibuix preliminar en la predel·la.
Es compon de tres post encaixades a cantell, sense cudornelles i d'un gruix adequat a les seves dimensions. Per la part posterior estan reforçades per travessers i llarguers de manera que es forma un marc resistent i estable.

## Història de la restauració
La darrera restauració va ser feta el 2003-2004. El retaule va arribar al CRBMC amb una fixació preliminar feta in situ per causa dels despreniments i aixecaments que havia sofert durant 20 anys. La primera operació va ser la fixació i aplanament dels aixecaments esmentats.
El procés de neteja va consistir, primer, en l'eliminació de la capa de cola, que segurament s'havia donat per tal de fixar la capa pictòrica; segon, eliminació d'estucs no originals; i tercer, eliminació de repintades. Es va observar que gran part de la pintura original s'havia cobert amb estucs nous. En eliminar les repintades es va posar en evidència que les pèrdues en molts casos eren menors que les que s'apreciaven en la capa pictòrica.
A la restauració, efectuada l'any 1931 (la qual el bisbe Josep Vila i Martínez va confiar a l'especialista Joan Sutrà i Vinyes), no es va netejar el retaule, però sí que es va fixar, cosa que corrobora que aquest retaule fa molts anys que patia aixecaments i pèrdues de la policromia.

## Descripció
La taula central representa, la figura de l'Arcàngel Sant Miquel. Àngel de la lluita i de la victòria, guerrer vestit amb la cota enlluernadora, jove ardit que enfonsa la llança sobre el drac. És la representació perfecta del cavaller medieval: valent i invencible en el combat, però també defensor de la justícia.

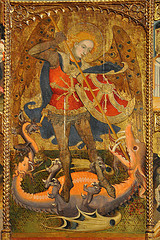
Escena central amb Sant Miquel lluitant amb el drac

La taula superior, centrant i coronant la representació, escenifica el Calvari, amb Jesucrist clavat en creu, davant les dones i els soldats.
A les taules laterals de la part esquerra, s'hi mostra l'aparició al mont Gargano, amb el brau, l'arquer ferit i la comitiva episcopal; la victòria del sant a Siponte sobre un grup d'infidels blancs, asiàtics i negres, i el seu domini sobre els esperits rebels, una munió de monstres colorits amb tonalitats negres i verdoses.
A la part dreta, s'hi pot veure la victòria permanent dels àngels sobre els diables o, segons una altra interpretació, la victòria de Miquel sobre l'Anticrist. També hi ha la missa de Sant Gregori amb el deslliurament d'una ànima del purgatori, i l'operació de pesar una ànima davant de la porta del cel, guardada per sant Pere amb una gran clau d'argent.
A la base d'aquest conjunt, s'hi pot veure una successió de sants.
Les figures, vivament il·luminades, es mouen sovint en plans oblics i agitats. A la base d'aquest conjunt, fent companyia a l'arcàngel, s'hi pot veure una successió de sants. Tot el retaule és impregnat de color taronja i de vermell intens de la sang.